# Academia de Teatro, Radio, Cine y Televisión de Liubliana
La Academia de Teatro, Radio, Cine y Televisión de Liubliana (en esloveno: Akademija za gledališče, radio, film in televizijo ) es una academia de la Universidad de Liubliana en Eslovenia. Es la única escuela de la universidad en Eslovenia con un currículo que ofrece ese tipo de estudios. Se compone de tres colegios: Colegio de Teatro y Radio, el Colegio de Cine y Televisión, y el Colegio de la pantalla y de escritura. Además, posee un Centro de estudios de Teatro y Cine que va incluido en la academia. El decano actual es Aleš Valic. La academia fue fundada en 1945. Al principio, era sólo una academia para el teatro. Poco a poco, se añadieron las secciones para estudios de radio, cine y televisión en el currículo. En 1963 la Academia adoptó su nombre actual.